# 保釈保証金
保釈保証金（ほしゃくほしょうきん）とは保釈という形で勾留されている被告人の身柄を釈放する代わりに公判への出頭などを確保するために預けさせる金銭のことである。

## 概要
日本では刑事訴訟法第93条・第94条で規定されている。
現金での納付が基本であるが、有価証券又は保釈保証書にて代えることもできる。弁護人は、電子納付（Pay-easy）の方法で保釈保証金を銀行振込をすることが増えている。

### 保釈保証金の立替え制度・保釈保証書発行事業
裁判所の保釈許可決定がされても、被告人や家族などが保釈保証金を用意できない場合には釈放されない。
家族など（被告人以外の者）は、日本保釈支援協会や全国弁護士協同組合連合会に申し込みをして、家族が被告人が逃亡した場合に保釈保証金を支払う保証人となる契約を締結することで、保証料（手数料）だけを負担することで、保釈保証金を立替え、または保証書発行をしてもらう制度を利用することができる。
ただし、これらの各制度は、無制限に利用できるものではない。日本保釈支援協会や全国弁護士協同組合連合会は、被告人が保釈期間に逃亡した場合に、国から保釈保証金を没取される立場に置かれる。そのため、組織側は、貸金のように、被告人の犯罪や認否等事件の概要のほか、家族の資力などに関して審査をしている。日本保釈支援協会は、審査の結果、「この度、貴方様の保釈保証金立替支援申込みについて審査の結果、立替支援はお見送りとさせていただく事となりましたので、通知いたします。」と書面で通知をすることもある。家族が申請をしても必ず立替えをしてもらえるわけではない。勾留施設（警察署や拘置所）では、無制限に保釈保証金の立替えなどをしてもらえるような噂が蔓延るものの、実際には制度を利用できないこともある。
さらに、制度の利用について、保証料は「有料」である。
- 日本保釈支援協会の保釈保証金の立替え制度は、保釈保証金の2.75%の保証料が必要である（保釈保証金300万円の場合、保証料82500円＋事務手数料2200円）[1]。
- 全国弁護士協同組合連合会の保釈保証書発行事業は、保釈保証金の2%の保証料が必要である（保釈保証金300万円の場合、保証料60000円）[2]。

利息制限法の上限金利である年利15％でカードローンで保釈保証金300万円を借りた場合、1月あたりの金利は37500円である。保釈から判決言渡期日までの期間の長短にもよる（一般に、裁判官裁判の自白事件の審理期間は2ヶ月前後である）が、各制度の手数料は特段に安いとは言えないことが実情である。親戚などから借金をして保釈保証金を支払った方が手数料はかからず、審査がなく保釈手続きとして簡便であるため、家族として手放しに各制度の利用をした方が良いとはいえない。

### 没取
保釈を取り消す場合には、裁判所は、決定で保釈保証金の全部又は一部を没取（ぼっしゅ）(保釈保証書の場合は取り立て)することができる（刑訴法96条2項）。
没取とは、国庫に帰属させることである。

### 還付
没取されなかった保釈保証金は、裁判が終わった段階で還付される。
具体的には、次の場合に保証金を還付する（刑事訴訟規則第91条第1項各号）。
- 勾留が取り消され、又は勾留状が効力を失ったとき（第1号）
保釈の前提となっていた勾留そのものが取り消され、又は失効した場合である。
勾留が取り消される場合については、刑訴法87条などに定めがある。
勾留状が失効する場合としては、無罪、免訴、刑の免除、刑の執行猶予、公訴棄却の判決や、罰金・科料のみの判決が言い渡された場合がある（刑事訴訟法第345条）。なお、被告人の死亡などにより公訴棄却の決定がされた場合には、被告人の親族又は後見人が受取人となることがある。

- 保釈が取り消され又は効力を失ったため被告人が刑事施設に収容されたとき（第2号）
保釈が取り消された場合については保釈#保釈の取消し参照。保釈が取り消されたものの保釈保証金の全部又は一部が没取されなかった場合の還付の規定である。
保釈が失効する場合については保釈#保釈の失効参照。実刑判決を受けた場合の還付の規定である。

- 保釈が取り消され又は効力を失った場合において、被告人が刑事施設に収容される前に、新たに、保釈の決定があって保証金が納付されたとき又は勾留の執行が停止されたとき（第3号）
前段は、上級審での再保釈で、刑事訴訟規則第91条第2項による保証金の充当をせずに新たに納付した場合に、先に納付していた保証金の還付を定めるものである。
後段は、実刑判決後に勾留の執行停止（刑訴法95条）がされた場合の還付の規定である。

ただし、刑事事件で罰金刑や追徴金が確定した場合や保釈中に民事訴訟で債権者から差し押さえられた場合は、保釈保証金から差し引かれることもある。

### 相場
保釈保証金は、被告人が逃亡をした場合に没取することを抑止力とする意味がある。そのため、犯罪の重さなどだけでなく、被告人の資力（預金や収入）によっても上下する。ただし、被告人が無職・無収入であっても、保釈保証金が無しになるわけではない。刑事第一審の保釈保証金の相場は、最低150万円～300万円程度である。ただし、裁判員裁判対象の重大事件ではより高額の保釈保証金を求められる傾向にある。
「保証金額は、犯罪の性質及び情状、証拠の証明力並びに被告人の性格及び資産を考慮して、被告人の出頭を保証するに足りる相当な金額でなければならない。」（刑事訴訟法93条2項）。
保釈保証金は、弁護人などが保釈請求書に保釈保証金の金額の希望額を記載することが多い。もっとも、あくまで希望額であり、最終的に裁判官が保釈保証金の金額を決定する。
たとえば弁護人が低額の保釈保証金の希望額を記載した場合には、裁判官によっては、保釈を認めない決定をし、または保釈保証金を上げられないか弁護人に打診をしている
相場よりも高額の保釈保証金を希望する被告人の方が、逃亡のおそれが低くなるため、保釈が認められやすいといえる。
保釈保証金の額について、過去の平成10年のデータでは、100万円未満が1.4%、100万円以上150万円未満が15.2%、150万円以上200万円未満が34.5%、200万円以上300万円未満が31.5%、300万円以上が17.4%であった。近年、弁護士などからは、保釈保証金が高額化しているとして批判もある。

### 保釈保証金が高額となった例
日本における保釈保証金最高額はハンナン事件における浅田満ハンナン会長の20億円である。
保釈保証金没取最高額はカルロス・ゴーンの保釈中制限されている無断の海外渡航による15億円である。
| 人物                   | 肩書き                           | 事件                     | 保釈日         | 金額     | 出典          |
| ---------------------- | -------------------------------- | ------------------------ | -------------- | -------- | ------------- |
| 浅田満                 | 元ハンナン会長                   | ハンナン事件             | 2004年12月22日 | 20.0億円 | [ 4 ]         |
| 竹井博友               | 元地産会長                       | 地産事件                 | 1991年10月1日  | 15.0億円 | [ 5 ]         |
| 末野謙一               | 元末野興産社長                   | 末野興産事件             | 1996年9月20日  | 15.0億円 | [ 6 ]         |
| 高山清司               | 弘道会会長                       | 京都恐喝事件             | 2012年6月12日  | 15.0億円 | [ 7 ]         |
| カルロス・ゴーン       | 元日産自動車会長                 | カルロス・ゴーン事件     | 2019年4月25日  | 15.0億円 | [ 8 ] [ 9 ]   |
| 滝沢孝                 | 山口組若頭補佐                   | 山口組銃刀法違反事件     | 2003年6月17日  | 12.0億円 | [ 10 ]        |
| 小谷光浩               | 元光進代表                       | 光進事件                 | 1992年3月19日  | 10.0億円 | [ 11 ]        |
| 水野健                 | 元常陸観光開発社長               | 茨城カントリークラブ事件 | 1993年6月16日  | 10.0億円 | [ 12 ]        |
| 司忍                   | 山口組組長                       | 山口組銃刀法違反事件     | 1999年7月9日   | 10.0億円 | [ 13 ]        |
| 尾上縫                 | 元料亭経営者                     | 尾上縫事件               | 1992年3月17日  | 7.0億円  | [ 14 ]        |
| 山岸忍                 | 元プレサンスコーポレーション社長 | 明浄学院事件             | 2020年8月19日  | 7.0億円  | [ 15 ]        |
| 許永中                 | 元不動産管理会社代表             | イトマン事件             | 1993年12月21日 | 6.0億円  | [ 16 ]        |
| 堀江貴文               | 元ライブドア社長                 | ライブドア事件           | 2006年4月27日  | 5.0億円  | [ 17 ]        |
| 村上世彰               | 元村上ファンド会長               | 村上ファンド事件         | 2006年6月26日  | 5.0億円  | [ 18 ]        |
| 曽我部登               | 元協畜社長                       | 協畜脱税事件             | 2006年12月29日 | 5.0億円  | [ 19 ]        |
| 川本源司郎             | 丸源ビル社長                     | 丸源脱税事件             | 2013年3月27日  | 5.0億円  | [ 20 ]        |
| 南野洋                 | 大阪府民信組理事長               | 大阪府民信組事件         | 1991年12月17日 | 4.0億円  | [ 21 ]        |
| 伊藤寿永光             | 元イトマン常務                   | イトマン事件             | 1992年11月27日 | 3.5億円  | [ 22 ]        |
| 森脇将光               | 金融業経営                       | 吹原産業事件             | 1966年5月14日  | 3.3億円  | [ 23 ]        |
| 東郷民安               | 殖産住宅創業者                   | 殖産住宅事件             | 1973年7月12日  | 3.0億円  | [ 24 ]        |
| 中瀬古功               | 元明電工相談役                   | 明電工事件               | 1988年12月8日  | 3.0億円  | [ 25 ]        |
| 金丸信                 | 元衆議院議員、元自民党副総裁     | 金丸事件                 | 1993年3月29日  | 3.0億円  | [ 26 ]        |
| 鍵弥実                 | 元木津信用組合理事長             | 木津信用組合事件         | 1996年10月23日 | 3.0億円  | [ 27 ]        |
| 李煕健                 | 関西興銀会長                     | 関西興銀事件             | 2002年3月28日  | 3.0億円  | [ 28 ]        |
| 武井保雄               | 元武富士会長                     | ジャーナリスト宅盗聴事件 | 2004年2月25日  | 3.0億円  | [ 29 ]        |
| 小西邦彦               | 飛鳥会理事長                     | 飛鳥会事件               | 2006年7月31日  | 3.0億円  | [ 30 ]        |
| 守屋輯                 | 共政会会長                       | 広島解体屋恐喝事件       | 2007年11月22日 | 3.0億円  | [ 31 ]        |
| 井川意高               | 元大王製紙会長                   | 大王製紙事件             | 2011年12月22日 | 3.0億円  | [ 32 ]        |
| 青木拡憲               | 元AOKIホールディングス会長       | 東京五輪汚職事件         | 2022年9月7日   | 3.0億円  | [ 33 ]        |
| 横井英樹               | 元ホテルニュージャパン社長       | ホテルニュージャパン火災 | 1983年2月21日  | 2.5億円  | [ 34 ]        |
| 河村良彦               | 元イトマン社長                   | イトマン事件             | 1992年5月12日  | 2.5億円  | [ 35 ]        |
| 平哲夫                 | 元ライジングプロダクション社長   | ライジングプロ脱税事件   | 2002年2月7日   | 2.3億円  | [ 36 ]        |
| 田中角栄               | 元内閣総理大臣、衆議院議員       | ロッキード事件           | 1976年8月17日  | 2.0億円  | [ 37 ]        |
| 加藤暠                 | 誠備グループ会長                 | 誠備グループ事件         | 1983年8月27日  | 2.0億円  | [ 38 ]        |
| 江副浩正               | リクルート創業者                 | リクルート事件           | 1989年6月6日   | 2.0億円  | [ 39 ]        |
| 森口五郎               | 元共和副社長                     | 共和汚職事件             | 1992年3月3日   | 2.0億円  | [ 40 ]        |
| 安田基隆               | 元安田病院院長                   | 安田病院グループ事件     | 1997年11月27日 | 2.0億円  | [ 41 ]        |
| 本田博俊               | 無限社長                         | 無限脱税事件             | 2004年4月1日   | 2.0億円  | [ 42 ]        |
| 水谷功                 | 元水谷建設会長                   | 水谷建設事件             | 2006年9月7日   | 2.0億円  | [ 43 ]        |
| 大賀規久               | 大光社長                         | 大光事件                 | 2009年4月21日  | 2.0億円  | [ 44 ]        |
| 角川歴彦               | 元KADOKAWA会長                   | 東京五輪汚職事件         | 2023年4月27日  | 2.0億円  | [ 45 ]        |
| 渡辺広康               | 元佐川急便社長                   | 東京佐川急便事件         | 1993年11月19日 | 1.8億円  | [ 46 ]        |
| 岡田茂                 | 元三越社長                       | 三越事件                 | 1982年12月4日  | 1.5億円  | [ 47 ]        |
| 高橋治則               | 東京協和信組理事長               | 二信組事件               | 1995年12月27日 | 1.5億円  | [ 48 ]        |
| 安原治                 | 元富士住建社長                   | 富士住建事件             | 1997年3月31日  | 1.5億円  | [ 49 ]        |
| 津村昭                 | 元ツムラ社長                     | ツムラ事件               | 1997年4月9日   | 1.5億円  | [ 50 ]        |
| 頴川徳助               | 元幸福銀行社長                   | 幸福銀行事件             | 2000年1月14日  | 1.5億円  | [ 51 ]        |
| 藤村芳治               | 元フジチク社長                   | フジチク事件             | 2005年11月2日  | 1.5億円  | [ 52 ]        |
| 大島健伸               | 元SFCG社長                       | SFCG事件                 | 2012年7月12日  | 1.5億円  | [ 53 ]        |
| ヒル・トレボー・アロン | SMBC日興証券専務                 | SMBC日興証券株価操縦事件 | 2022年3月31日  | 1.5億円  | [ 54 ]        |
| 青木宝久               | 元AOKIホールディングス副会長     | 東京五輪汚職事件         | 2022年9月7日   | 1.5億円  | [ 33 ]        |
| 佐藤茂                 | カブトデコム社長                 | 北海道拓殖銀行背任事件   | 1993年12月28日 | 1.2億円  | [ 55 ]        |
| 竹内藤男               | 元茨城県知事                     | ゼネコン汚職事件         | 1994年10月11日 | 1.2億円  | [ 56 ]        |
| 泉井純一               | 泉井石油商会代表                 | 泉井事件                 | 1997年7月3日   | 1.2億円  | [ 57 ]        |
| 大池晧二               | 元福徳銀行頭取                   | 福徳銀行不正融資事件     | 1999年10月14日 | 1.2億円  | [ 58 ]        |
| 秋元司                 | 元内閣府副大臣                   | IR汚職事件               | 2021年6月7日   | 1.1億円  | [ 59 ] [ 60 ] |
| 田中彰治               | 元衆議院決算委員長               | 田中彰治事件             | 1967年1月9日   | 1.0億円  | [ 61 ]        |
| 佐野友二               | 元不二サッシ社長                 | 不二サッシ事件           | 1978年10月27日 | 1.0億円  | [ 62 ]        |
| 竹久みち               | アクセサリーたけひさ社長         | 三越事件                 | 1982年12月3日  | 1.0億円  | [ 47 ]        |
| 生原正久               | 元自民党副総裁第一秘書           | 金丸事件                 | 1993年7月23日  | 1.0億円  | [ 63 ]        |
| 斉藤了英               | 元大昭和製紙名誉会長             | ゼネコン汚職事件         | 1993年12月17日 | 1.0億円  | [ 64 ]        |
| 角川春樹               | 元角川書店社長                   | 角川春樹事件             | 1994年12月13日 | 1.0億円  | [ 65 ]        |
| 佐佐木吉之助           | 桃源社社長                       | 桃源社事件               | 1996年10月16日 | 1.0億円  | [ 66 ]        |
| 安部英                 | 元帝京大学副学長                 | 薬害エイズ事件           | 1996年10月25日 | 1.0億円  | [ 67 ]        |
| 山口敏夫               | 元労相                           | 二信組事件               | 1996年12月27日 | 1.0億円  | [ 68 ]        |
| 大竹常夫               | 公認会計士                       | 大竹常夫事件             | 1999年12月24日 | 1.0億円  | [ 69 ]        |
| 李正林                 | 元関西興銀理事長                 | 関西興銀事件             | 2002年3月28日  | 1.0億円  | [ 28 ]        |
| 堤義明                 | 元コクド会長                     | 西武鉄道株事件           | 2005年3月24日  | 1.0億円  | [ 70 ]        |
| 浅川和彦               | AIJ投資顧問社長                  | AIJ投資顧問事件          | 2012年12月19日 | 1.0億円  | [ 71 ]        |